# Jim Risch
Pour les articles homonymes, voir Risch (homonymie).
James Elroy Risch, dit Jim Risch, né le 3 mai 1943 à Milwaukee (Wisconsin), est un homme politique américain, membre du Parti républicain et sénateur de l'Idaho au Congrès des États-Unis depuis 2009.
Il est auparavant lieutenant-gouverneur de l'Idaho de 2003 à 2006 et à nouveau de 2007 à 2009. En sa qualité de lieutenant-gouverneur, il est gouverneur de l'Idaho du 26 mai 2006 au 1er janvier 2007, afin de terminer le mandat de Dirk Kempthorne, nommé au cabinet fédéral. Le 4 novembre 2008, il est élu au Sénat des États-Unis avec près de 58 % des voix puis réélu le 4 novembre 2014 par 63 % des voix et le 3 novembre 2020 pour un troisième mandat.

## Biographie

### Famille et études
Né à Milwaukee, Wisconsin, Risch est le fils d'Helen B. (née Levi) et d'Elroy A. Risch, un monteur de lignes pour Wisconsin Bell . Son père était d'origine allemande et sa mère d'origine irlandaise, écossaise et anglaise.
Rancher et avocat, Risch est marié et père de trois enfants et quatre fois grand-père. Diplômé en droit de l'université de l'Idaho en 1968 après un transfert depuis l'université du Wisconsin à Milwaukee, où il étudie de 1961 à 1963, il travaille de 1970 à 1974 pour le procureur du comté d'Ada et enseigne le droit à l'université d'État de Boise.

### Carrière en Idaho
Entre 1974 et 1988, il est élu au Sénat de l'Idaho pour le 21e district de l'État. Il y retourne entre 1995 et 2002 pour le 18e district. Pendant trois ans, il est chef de la majorité ; de 1982 à 1988, il est président pro tempore du Sénat de l'Idaho.
En 2002, il est élu lieutenant-gouverneur de l'Idaho par 56 % des voix face au démocrate Bruce Perry, au côté du gouverneur Dirk Kempthorne. Le 16 mars 2006, la nomination de Kempthorne en tant que secrétaire à l'Intérieur des États-Unis est proposée par le président George W. Bush. Lorsque le Sénat des États-Unis termine le processus de confirmation et que la nomination est effective, Risch lui succède au poste de gouverneur et termine son mandat.
Risch annonce qu'il ne souhaite pas solliciter un mandat de gouverneur aux élections de 2006 mais retrouver le poste de lieutenant-gouverneur. Il est élu de nouveau lieutenant-gouverneur contre le démocrate Larry LaRocco par 58 % des suffrages, au côté de Butch Otter, qui devient gouverneur.

### Sénat des États-Unis

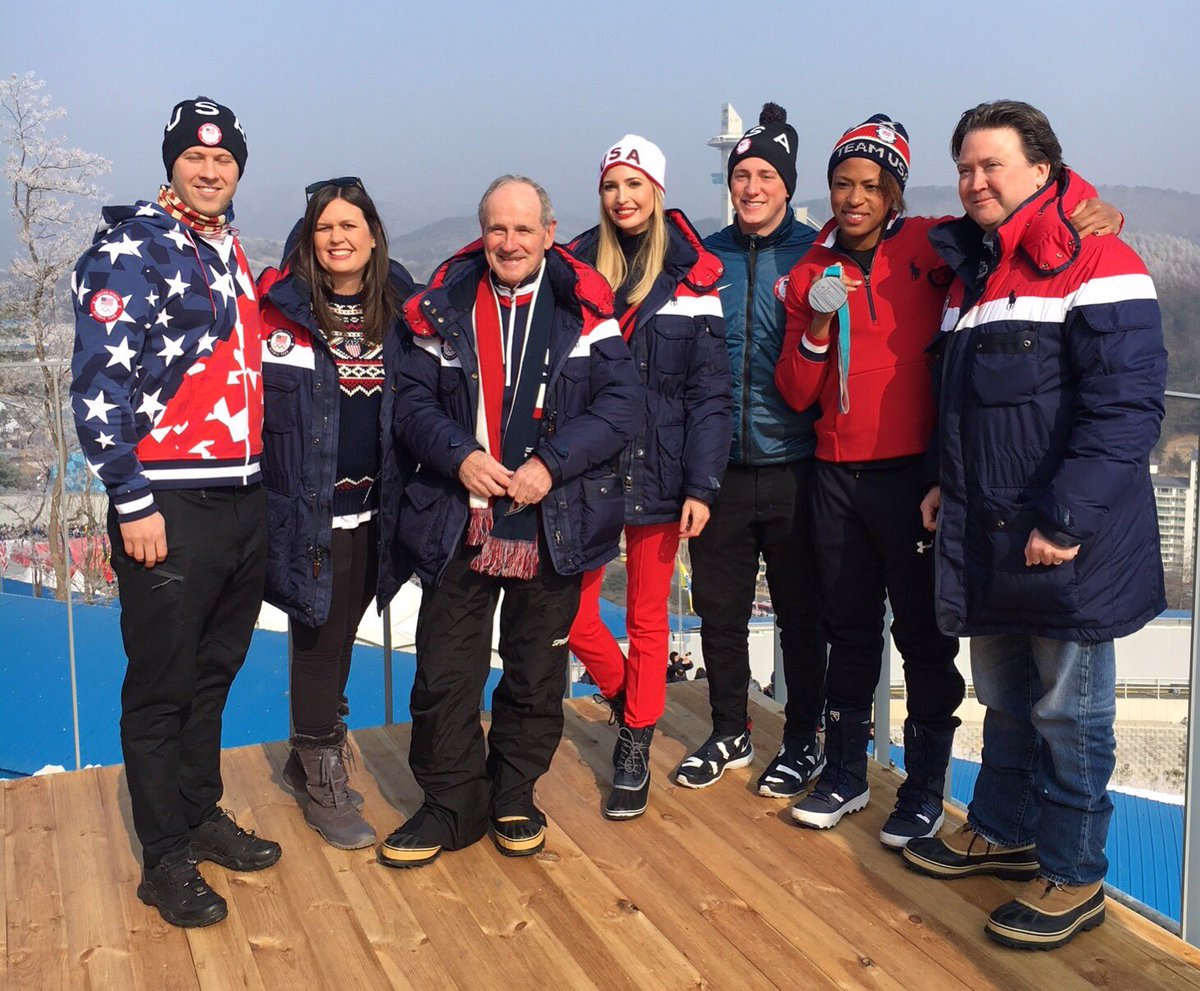
Jim Risch, troisième en partant de la gauche, entouré de Sarah Huckabee Sanders et Ivanka Trump, avec une partie de la délégation américaine aux Jeux olympiques d'hiver de 2018 en Corée du Sud.

Lors des élections de 2008, Jim Risch est choisi pour succéder à Larry Craig au Sénat des États-Unis, après une nouvelle victoire électorale contre LaRocco, qui obtient 34,1 % des voix. Il est l'un des deux nouveaux sénateurs du Parti républicain nouvellement élus, avec Mike Johanns du Nebraska.
Comme la majorité de ses collègues républicains, il vote contre le Plan de relance de l'économie du président Barack Obama et s'oppose à la confirmation de Sonia Sotomayor et Elena Kagan à la Cour suprême des États-Unis. Réélu lors des élections de 2014 contre le démocrate Nels Mitchell (34,7 % des voix), il vote pour la confirmation de Neil Gorsuch et Brett Kavanaugh à la Cour suprême, en ligne avec la majorité républicaine.
Il est président du Comité sur les Petites et moyennes entreprises et les entrepreneurs lors de la 115e législature fédérale, succédant à David Vitter. Lors de l'ouverture de la 116e législature en 2019, il devient président du comité sur les Affaires étrangères, succédant à Bob Corker. Marco Rubio lui succède à la présidence du Comité sur les Petites et moyennes entreprises et les entrepreneurs.
Il affronte Paulette Jordan, candidate du Parti démocrate et ancienne élue à la Chambre des représentants de l'Idaho, lors des élections de 2020.

## Positions politiques
En 2018, Risch a coparrainé la loi anti-boycott d'Israël qui vise à faire reconnaitre comme un crime fédéral le fait d'encourager ou de participer à des boycotts de produits issus d'Israël ou des colonies israéliennes dans les territoires palestiniens occupés.
Il s'est engagé pour le retrait des États-Unis de l'accord de Paris sur le climat. Lui-même a reçu des fonds des industries du pétrole, du gaz et du charbon pour financer ses campagnes électorales.
Risch est contre l'avortement et favorable à la libéralisation des armes à feu. La NRA a soutenu Risch et lui a donné la note A+ pour ses votes sur les questions relatives aux armes à feu,.
Il est favorable à la suppression de la loi sur les soins abordables connue comme l'Obamacare.

Il est frontalement opposés à toutes poursuites judiciaires contre des soldats israéliens accusés de crimes de guerre. Dans un courrier adressé le 31 mars 2025 au secrétaire général de l’ONU, Antonio Guterres, il menace « tout membre du Conseil ou entité de l’ONU qui soutient d’une quelconque manière un M3I [Mécanisme international, impartial et indépendant] contre Israël [des] mêmes conséquences que celles qu’a subies la Cour pénale internationale ».